# Disput zwischen Trump und Selenskyj im Weißen Haus 2025

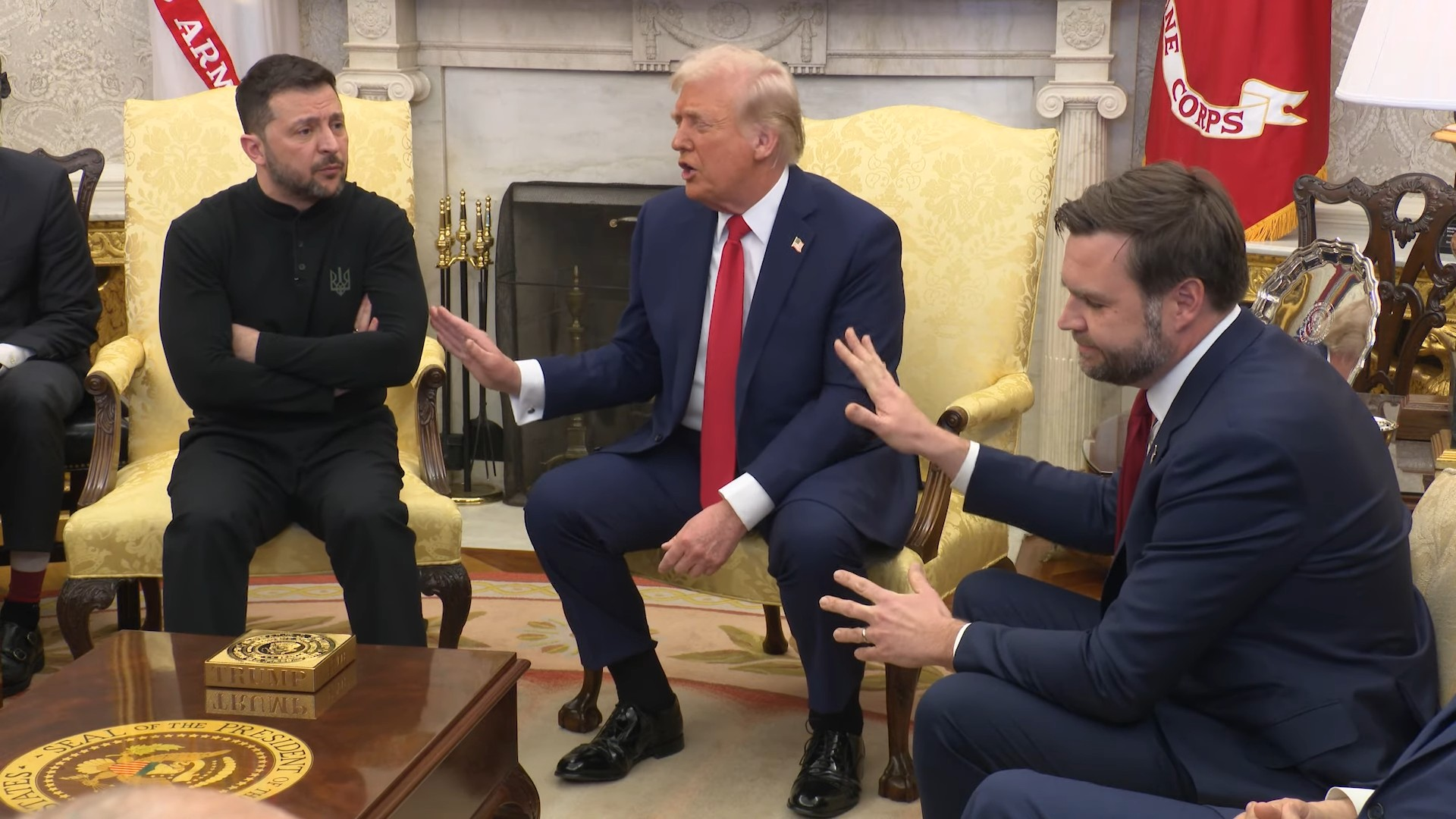
Selenskyj, Trump und Vance während des Treffens am 28. Februar 2025 im Weißen Haus

Zu dem Disput zwischen Trump und Selenskyj im Weißen Haus am 28. Februar 2025 kam es bei einem Gespräch wegen des Russisch-Ukrainischen Krieges zwischen dem Präsidenten der Vereinigten Staaten Donald Trump und dem Präsidenten der Ukraine Wolodymyr Selenskyj. Der zunächst sachliche Austausch im Weißen Haus entwickelte sich zu einer öffentlichen Auseinandersetzung, als zuerst US-Vizepräsident JD Vance und dann Trump Selenskyj vor laufender Kamera wiederholt scharf kritisierten und schwere Anschuldigungen erhoben. Das Treffen wurde daraufhin abrupt abgebrochen und es kam nicht zur angekündigten Unterzeichnung eines Abkommens über den Abbau von Rohstoffen in der Ukraine.
Donald Trump demütigte im Mai 2025 auch den Südafrikanischen Präsidenten Cyril Ramaphosa auf eine ähnliche Weise vor laufenen Kameras. In der Schweiz zählte man Bundesrätin Karin Keller-Sutter ebenfalls zu den von Trump gedemütigten Staatsoberhäuptern.

## Hintergrund
Nach der Amtsübernahme von Donald Trump hatte dieser wiederholt dazu aufgerufen, den Krieg in der Ukraine schnell zu beenden, und weitere US-Militärhilfen an die Ukraine infrage gestellt. Er warf der Ukraine vor, den Krieg angefangen zu haben, obwohl ihn tatsächlich Russland begonnen hatte, und bezeichnete den demokratisch gewählten Selenskyj als „Diktator“. Die Ukraine solle die bereits geleistete US-Unterstützung in Form von Schürfrechten für US-Unternehmen an ukrainischen Rohstoffvorkommen zurückzahlen sowie umgehend einen Waffenstillstand mit Russland unterzeichnen. Sicherheitsgarantien für die Ukraine, die einen Bruch des Waffenstillstands verhindern würden, lehnte er dabei ab und verwies darauf, dass dafür die Europäer zuständig seien. Daneben räumte er in einem Gespräch mit Putin unter Ausschluss der Ukraine und anderer europäischer Partner bereits weitere potenzielle Druckmittel gegenüber Russland wie eine mögliche ukrainische NATO-Mitgliedschaft ab und akzeptierte damit zentrale Forderungen von Putin, noch bevor es zu Verhandlungen gekommen war. Bei den Vereinten Nationen brachten die USA am 22. Februar eine russlandfreundliche Resolution ein.
Dies hatte im Vorfeld des Besuchs zu Spannungen zwischen der Trump-Regierung und der Ukraine geführt, die aus historischer Erfahrung an Russlands Bereitschaft zweifelte, sich an Vereinbarungen zu halten. Die Ukraine wünschte im Gegenzug für ein Rohstoffabkommen Sicherheitsgarantien für einen nachhaltigen Frieden. Trump bestand darauf, dass zunächst das Rohstoffabkommen mit den USA und ein bedingungsloser Waffenstillstand mit Russland unterzeichnet würde. Trumps absehbarer Kurs ließen den französischen Präsidenten Emmanuel Macron und den britischen Premierminister Keir Starmer nach Washington reisen, um zu vermitteln und das transatlantische Bündnis zu erhalten. Sie boten an, mehr für die eigene Sicherheit und die der Ukraine zu tun.
Am 25. Februar 2025 einigten sich die die USA und die Ukraine auf ein Abkommen. Die finale Version des Abkommens enthielt keine Sicherheitsgarantie, sondern die Formulierung, die USA würden „in eine freie, souveräne und sichere Ukraine“ investieren und die Ukraine in ihrem Bestreben unterstützen, Sicherheitsgarantien zu erhalten (“supports Ukraine’s efforts to obtain security guarantees”), um einen dauerhaften Frieden zu erreichen. Die Vereinbarung sollte am 28. Februar 2025 in Washington in Form einer gemeinsamen Absichtserklärung besiegelt werden. Die Vereinbarung sah die Einrichtung eines gemeinsamen Investitionsfonds zum Wiederaufbau der Ukraine vor, wobei die USA vom Abbau Seltener Erden in der Ukraine profitieren sollten. Die Ukraine hatte geplant, 50 % der künftigen Einnahmen aus den Ressourcen und Mineralien des Landes in den Fonds einzubringen.
Unmittelbar vor dem Treffen mit Selenskyj sagte Trump mit Blick auf die Zusammenkunft, man werde „sehr gut miteinander auskommen“. Zuvor hatte Trump seine Äußerung vom 19. Februar 2025 (auf seiner Social-Media-Plattform Truth Social), Selenskyj sei ein „Diktator ohne Wahlen“, öffentlich angezweifelt: er könne „nicht glauben“, so etwas gesagt zu haben.

## Verlauf des Gesprächs
Gegen 11:20 Uhr EST kamen Selenskyj und seine Berater im Weißen Haus an. Trump traf ihn am Eingang des West Wing. Vor dem Treffen hatten Mitarbeiter aus Trumps Gefolge Selenskyj darauf hingewiesen, dass es respektvoll wäre, im Anzug zu erscheinen, er war aber wie üblich in einen militärisch anmutenden Stil gekleidet. Nachdem Trump Selenskyj zur Begrüßung die Hand geschüttelt hatte, bemerkte er sarkastisch, dass er „heute ganz schick angezogen“ sei. Das Treffen im Oval Office fand in Anwesenheit von Journalisten statt, bei denen diese auch Fragen stellen konnten. Anders als normalerweise üblich wurden die Journalisten jedoch nicht nach wenigen Minuten hinausgebeten, um im Privaten weiterverhandeln zu können; stattdessen ließ Trump immer weitere Fragen zu. Dabei wurde Selenskyj unter anderem vom Reporter Brian Glenn des Right Side Broadcasting Network, dem Partner von Marjorie Taylor Greene, gefragt, warum er keinen Anzug trage. Dieser antwortete, dass er einen tragen werde, wenn der Krieg vorbei sei.
Etwa 40 Minuten nach Beginn des Treffens bat Trump um eine letzte Frage von Journalisten („one more question“). Stattdessen michte sich Vizepräsident Vance ein und brachte das Treffen mit seinem Monolog über Diplomatie zum Entgleisen: Selenskyj wies auf den Kriegsbeginn des russisch-ukrainischen Krieges durch Putin 2014 hin. Er betonte, dass er 2019 mit Putin, Frankreich und Deutschland im Normandie-Format bereits einen Waffenstillstand ausgehandelt habe, Putin sich jedoch weder an den Waffenstillstand noch an einen vereinbarten Gefangenenaustausch gehalten habe. Selenskyj fragte Vance daher: „Von welcher Art Diplomatie sprechen Sie?“ Selenskyj fragte Vance mit dessen Erlaubnis, ob Vance jemals in der Ukraine gewesen sei, woraufhin Vance ihn als undankbar abkanzelte.
Trump begann an dieser Stelle ebenfalls, Selenskyj zu belehren, er kritisierte Selenskyj außerdem dafür, dass er sich weigere, Zugeständnisse an Russland zu machen. Selenskyj antwortete, dass er einen Waffenstillstand wolle, aber Garantien brauche für den Fall, dass Russland diesen breche. Trump darauf: „Ihr seid nicht in einer guten Position. Ihr habt im Moment nicht die Karten in der Hand“, worauf Selenskyj antwortete: „Ich spiele keine Karten. Ich meine es sehr ernst, Herr Präsident. Ich meine es sehr ernst. Ich bin der Präsident in einem Krieg.“
Sowohl Trump als auch Vance unterbrachen Selenskyj wiederholt. So fragte Vance, ob Selenskyj sich jemals bedankt habe, obwohl Selenskyj das Gespräch bereits mit einem „vielen Dank“ an Trump begonnen hatte. Vance beschuldigte Selenskyj auch, er habe mit einem Besuch einer für die Ukraine produzierenden Waffenfabrik „Wahlkampf für die Demokratische Partei“ betrieben.
Auf die Frage eines Journalisten, was die USA tun würden, wenn Putin den Waffenstillstand brechen würde, sagte Trump nur: „Was, wenn irgendwas? Was, wenn Ihnen jetzt eine Bombe auf den Kopf fällt?“
Gegen Ende des Treffens behauptete Trump, Putin würde ihn respektieren. Er erwähnte dabei die Sonderermittlung bezüglich der russischen Einmischung in die US-Präsidentschaftswahl 2016 und meinte darauf bezogen, dass „Putin verdammt viel durchgemacht“ habe und „er eine falsche Hexenjagd durchgemacht hat, bei der sie ihn und Russland benutzt haben“.
Siehe auch das Transkript des Treffens.

## Abbruch des Treffens
Berichten zufolge konsultierte Trump nach dem Treffen Vance, Außenminister Marco Rubio, Finanzminister Scott Bessent und andere hochrangige Berater und behauptete, Selenskyj sei „nicht in der Lage gewesen zu verhandeln“. Laut New York Times und CNN wurde Selenskyj zum Verlassen des Weißen Hauses aufgefordert. Rubio und der Nationale Sicherheitsberater Michael Waltz wurden zur ukrainischen Delegation (die im Roosevelt Room wartete) geschickt, um ihr dies mitzuteilen. In einem Interview mit Fox News behauptete Waltz später, einige ukrainische Vertreter seien „praktisch in Tränen“ gewesen, aber Selenskyj sei „streitlustig“ geblieben, als er (Waltz) die Ukrainer zum Verlassen aufforderte. Ein ukrainischer Vertreter schlug vor, ein weiteres Treffen zwischen Trump und Selenskyj zu arrangieren, um die Spannungen abzubauen, doch die Amerikaner lehnten ab. Trump sagte später, Selenskyj solle erst zurückkommen, wenn er „bereit für Frieden“ sei. Selenskyjs Wagenkolonne verließ den Hof des Weißen Hauses um 13:42 Uhr und kehrte zum Hay-Adams-Hotel zurück.
Selenskyj reiste am Folgetag ab, ohne dass es zur erwarteten Unterzeichnung eines Abkommens über die gemeinsame Ausbeutung von Rohstoffen (Ukraine–United States Mineral Resources Agreement) kam.

## Reaktionen
Namhafte Medien (Independent, New York Times, Financial Times, Atlantic, Haaretz) nannten die Möglichkeit einer Falle, eines Hinterhalts und im Guardian war von Absicht die Rede. Selenskyj habe mit der Art der Lügen, die die Trump-Administration in Umlauf bringe, nicht umgehen können. Die NZZ nannte Vance «Brandbeschleuniger» und brachte die Hinterhalt-Einlassungen zur Sprache.
Thomas Jägers erster Gedanke war „Da ist ein Manuskript abgespielt worden“. Russland diktiere die Bedingungen und Trump sei deshalb nicht weiter gekommen. Weil Trump Russland in den USA nicht erheben könne, habe Trump die Ukraine erniedrigt.
Thomas L. Friedman nannte es in der New York Times eine Perversion jeder Aussenpolitik amerikanischer Präsidenten seit dem Ersten Weltkrieg. «Wir standen auf der Seite der Freiheit und derer, die für sie kämpften.» Der Bruch mit dieser Praxis sei kaum zu beschreiben. David E. Sanger schrieb nun zeige sich wie weit Trump mit Verhandlungen unter Grossmächten gehen wolle und wie er die bisherigen Allianzen mit Demokratien mit gleichen Wertvorstellungen auf den Abfallhaufen der Geschichte zu werfen bereit sei. Trump sehe diese nicht als Friedens- und Handelsgaranten, sondern als Profiteure zum Schaden der USA. Es sei einfach, eine Weltordnung zu zerstören (blow up) aber Trump tue dies im Glauben, die Welt richte sich nach seinen Befehlen. Laut Welt gab Trump an diesem Tag die Führerschaft der Freien Welt ab. Laut Telegraph müsse man sich um das westliche Bündnis sorgen nach diesem beispiellosen Vorfall und laut El Pais zeigte der Vorfall einen brutalen Kurswechsel Amerikas und das Ende einer Ära. Der Belgische Standard schrieb von einem Ende des Westens, Europa sei nun auf sich alleine gestellt. Le Figaro nannte es eine Kontinentalverschiebung.

### Ukraine
Nach dem Treffen dankte Selenskyj auf X Trump, dem US-Kongress und dem amerikanischen Volk für ihre Unterstützung. Er fügte hinzu: „Die Ukraine braucht einen gerechten und dauerhaften Frieden, und genau dafür arbeiten wir.“ In einem Interview mit Bret Baier wollte er sich bei Trump nicht entschuldigen, und äußerte Interesse daran, ihre Beziehung zu reparieren. Selenskyj drückte außerdem seine Dankbarkeit für die überwältigende Unterstützung durch Staats- und Regierungschefs auf der ganzen Welt aus.
Andrij Jermak, der Leiter des Präsidialamts, der während des Treffens mit Selenskyj zusammensaß, sagte, Sicherheit sei „nicht nur ein Wort. Es bedeutet Leben, eine Zukunft ohne Sirenen, ohne Verluste, ohne Angst um unsere Lieben“, und drückte seine Dankbarkeit für die Unterstützung der Ukraine durch die Vereinigten Staaten aus. Später veröffentlichte Selenskyj eine ausführlichere Erklärung, in der er den USA erneut für ihre Unterstützung dankte und seine Hoffnung auf „starke Beziehungen zu Amerika“ und der Trump-Regierung zum Ausdruck brachte.
Ministerpräsident Denys Schmyhal warnte ein Frieden ohne Garantien sei nicht möglich, sondern würde zu einer „russischen Besetzung des gesamten europäischen Kontinents“ führen und weitere ukrainische Amtspersonen würdigten ihn wie auch seine politischen Gegner in der Ukraine. So auch Inna Sowsun, die ihre Bestürzung ausdrückte und sagte: „Unter keinen Umständen sollten wir Rücktrittsforderungen gegenüber dem Präsidenten zustimmen, und das sage ich als Oppositionsabgeordnete. Das widerspricht der Idee der Demokratie.“
Laut Associated Press zeigten sich viele einfache Ukrainer von dem Streit „unbeeindruckt“, stimmten aber im Allgemeinen zu, dass Selenskyj „für die Würde und Interessen ihres Landes eingetreten sei, indem er angesichts der Schelte einiger der mächtigsten Männer der Welt fest an seiner Haltung festhielt“, während einige argumentierten, er hätte auf Trumps Standpunkt hören sollen. Kommentatoren in den sozialen Medien stellten sich auf die Seite Selenskyjs, nachdem Glenn kritisiert hatte, dass er keinen Anzug trage. Der Blogger und Journalist Ilia Ponomorenko merkte an, dass Trump „einen Grund gefunden hätte, sich beleidigt zu fühlen“, selbst wenn Selenskyj geschwiegen hätte, und fügte hinzu: „Die Ukraine ist im Moment das coolste Land der Welt – wieder einmal.“ Nach Trumps Verhalten stiegen Selenskyjs Zustimmungswerte im Inland auf 65 %, verglichen mit 52 % Anfang 2025.

### Vereinigte Staaten von Amerika
In den USA selbst waren die Reaktionen entlang parteipolitischer Linien gespalten – die meisten Politiker von Trumps Republikanischer Partei billigten oder lobten sein Verhalten, während Politiker der Demokratischen Partei es verurteilten.
Nach dem Treffen schrieb Trump auf seiner Plattform Truth Social, das Treffen sei „sehr bedeutsam“ gewesen. Es habe ihm geholfen festzustellen, dass Selenskyj „nicht bereit für Frieden ist, wenn Amerika beteiligt ist, weil er das Gefühl hat, dass unsere Beteiligung ihm einen großen Vorteil bei den Verhandlungen verschafft“. Während einer kurzen Pressekonferenz vor seiner Abreise nach Mar-a-Lago für das Wochenende behauptete er, Selenskyj habe „überzogen“ und so den russisch-ukrainischen Krieg verlängert.
Mitglieder von Trumps Kabinett unterstützten ihn öffentlich in sozialen Medien und in Fernsehinterviews. Außenminister Marco Rubio drückte seine Unterstützung für Trumps Vorgehen aus und weigerte sich, Russland die Schuld für den Krieg zu geben. Er sagte, er werde „nicht in diese Falle tappen, wer schlecht und wer böse ist“. Waltz behauptete, Selenskyj habe von Trumps Vorgänger Joe Biden gehört, „so lange es dauert, so viel es dauert, Blankoscheck“, und er habe „nicht das Memo bekommen, dass dies ein neuer Sheriff in der Stadt ist“. Er wies Vorwürfe zurück, dass sowohl Trump als auch Vance den ukrainischen Präsidenten „überfallen“ hätten. Zudem sagte er, wenn sich herausstelle, „dass Präsident Selenskyjs persönliche oder politische Ziele von einer Beendigung der Kämpfe in seinem Land abweichen“, dann habe man „ein echtes Problem“. Finanzminister Scott Bessent bezeichnete Selenskyjs Reaktion als „eines der größten diplomatischen Eigentore der Geschichte“.
Der stellvertretende Stabschef Stephen Miller nannte den Austausch „einen der größten Momente in der Geschichte der amerikanischen Diplomatie“. Karoline Leavitt, die Pressesprecherin des Weißen Hauses, nannte Selenskyj „unhöflich“ und „antagonistisch“. Elon Musk, der Leiter der neugeschaffenen Institution DOGE (Department of Government Efficiency), schrieb, Selenskyj habe „sich in den Augen des amerikanischen Volkes selbst zerstört“. Die Direktorin des Nationalen Geheimdienstes Tulsi Gabbard warf Selenskyj vor, „die Vereinigten Staaten jahrelang in einen Atomkrieg mit Russland / den Dritten Weltkrieg hineingezogen zu haben“.
Als einer der wenigen innerhalb der Republikanischen Partei zeigte James Lankford, Senator von Oklahoma, Verständnis für Selenskyjs Haltung und sagte, dieser sei „zu Recht besorgt darüber, dass Putin jedes einzelne Abkommen, das er je unterzeichnet hat, gebrochen hat und man ihm nicht trauen kann“. Deshalb wolle Selenskyj „bestimmte Sicherheitsgarantien“. Lankford nannte Putin einen „KGB-Schurken, der seine politischen Gegner ermordet, einen Diktator“. Trump werde jedoch weiter versuchen, beide Seiten zu Verhandlungen zu bewegen.
Auf der Seite der Demokratischen Partei, sagte Chuck Schumer, Minderheitsführer im US-Senat, Trump und Vance machten „Putins Drecksarbeit“. Der Chef der Demokraten im US-Repräsentantenhaus, Hakeem Jeffries, nannte den Eklat „entsetzlich“; dieser werde „Putin, einen brutalen Diktator, nur noch mehr ermutigen“. Hawaiis Senator Brian Schatz äußerte „Schande. Schande. Schande“. Die Senatorin von Massachusetts, Elizabeth Warren, warf Trump vor, er behandele „die Zerstörung einer Demokratie wie ein politisches Spektakel“ und tue „Putin einen Gefallen“. Auch laut dem Senator von Maryland, Chris Van Hollen, war Trumps und Vances Verhalten eine „Show voller Lügen und Desinformation“.

### Andere Länder
Die Regierungen fast aller mit den USA verbündeten europäischen Staaten drückten nach dem Treffen ihre Unterstützung für Selenskyj aus, zudem wurden Pressemitteilungen herausgegeben, die Trumps konfrontatives Verhalten tadelten.
- Deutschland – Bundeskanzler Olaf Scholz bekräftigte Deutschlands Engagement für die Souveränität der Ukraine und verurteilte die anhaltende Aggression Russlands. Er hatte schon am 14. Februar 2025 zu fundamentalen Fragen zur Sicherheit Europas sowie zur Zukunft und Finanzierung der NATO gesprochen.[65] Scholz schrieb auf X: „Niemand wünscht sich Frieden mehr als die Bürger der Ukraine“.[66][67] Außenministerin Annalena Baerbock sagte, Trumps Verhalten stelle eine „neue Ära der Rücksichtslosigkeit“ dar und forderte die europäischen Länder auf, „die regelbasierte internationale Ordnung und die Stärke des Rechts mehr denn je gegen die Macht des Stärkeren zu verteidigen“.[68]

Friedrich Merz, CDU-Vorsitzender und seit der Bundestagswahl 2025 voraussichtlich der nächste Bundeskanzler, sagte, Trump und Vance hätten Selenskyj bewusst und absichtlich öffentlich gedemütigt. Der Eklat sei vorab geplant gewesen; er sei nicht durch Äußerungen Selenskyjs ausgelöst oder verursacht worden.
- Österreich – Der amtierende Bundeskanzler Alexander Schallenberg bekräftigte Österreichs Unterstützung für die Ukraine. Das Außenministerium erklärte: „Russland ist der Aggressor und wir teilen das Engagement der Ukraine für einen umfassenden, gerechten und dauerhaften Frieden!“[67]
- Schweiz – Die Bundespräsidentin Karin Keller-Sutter bekräftigte die Haltung der Schweiz und erklärte, dass das Land weiterhin „fest entschlossen ist, einen gerechten und dauerhaften Frieden zu unterstützen und gleichzeitig die Aggression Russlands gegen einen souveränen Staat zu verurteilen“.
- Europäische Union – Die Präsidentin der Europäischen Kommission, Ursula von der Leyen, der Präsident des Europäischen Rates, António Costa, und die Präsidentin des Europäischen Parlaments, Roberta Metsola, veröffentlichten eine gemeinsame Erklärung, in der sie Selenskyjs „Würde und Tapferkeit“ lobten und das unerschütterliche Engagement der Europäischen Union für die Souveränität und territoriale Integrität der Ukraine bekräftigten. Sie versicherten ihm auch, dass er „niemals allein“ sei, und forderten ihn auf, „stark, mutig und furchtlos zu sein“. Darüber hinaus kritisierte die Hohe Vertreterin der EU für Außen- und Sicherheitspolitik, Kaja Kallas, Trumps Ansatz und erklärte, die freie Welt brauche einen neuen Führer. Sie betonte Europas Entschlossenheit, die Ukraine angesichts der anhaltenden russischen Aggression zu unterstützen.[46]
- Australien – Premierminister Anthony Albanese drückte seine Unterstützung für die Ukraine aus und forderte Russland auf, seine Invasion zu beenden.
- Belgien – Premierminister Bart De Wever drückte seine Unterstützung für die Ukraine aus und erklärte: „Ihr Kampf ist unser Kampf. Gemeinsam sind wir stark.“[70]
- Brasilien – Präsident Luiz Inácio Lula da Silva sagte, Selenskyj sei von Trump „gedemütigt“ worden. „Die Diplomatie [habe] seit der Erschaffung des Planeten Erde, seit der Erschaffung der Diplomatie, keine so groteske, so respektlose Szene erlebt hat wie die, die sich im Oval Office des Weißen Hauses abgespielt hat.“[71]
- Bulgarien – Premierminister Rossen Scheljaskow twitterte: „Ukraine, sei mutig, sei stark. Wir stehen an deiner Seite.“ Präsident Rumen Radev, ein Gegner westlicher Hilfe für die Ukraine, bezeichnete Scheljaskows Haltung als „Ausweg“. Er beschrieb das Treffen als einen Zusammenprall zwischen Trumps Forderung nach „einem sofortigen Ende des sinnlosen Blutvergießens“ und Selenskyjs Wunsch, „den Krieg um jeden Preis fortzusetzen“.[72]
- Dänemark – Premierministerin Mette Frederiksen brachte ihre Unterstützung für Selenskyj zum Ausdruck. Ihr Vorgänger und Außenminister Lars Løkke Rasmussen schrieb auf Facebook: „Es muss Raum für robuste Gespräche geben – auch zwischen Freunden. Aber wenn es so vor laufenden Kameras geschieht gibt es nur einen Gewinner – und der sitzt im Kreml.“[46]
- Estland – Außenminister Margus Tsahkna sagte: „Das einzige Hindernis für den Frieden ist Putins Entscheidung, seinen Angriffskrieg fortzusetzen. Wenn Russland aufhört zu kämpfen, wird es keinen Krieg geben. Wenn die Ukraine aufhört zu kämpfen, wird es keine Ukraine geben. Estlands Unterstützung für die Ukraine bleibt unerschütterlich.“[46]
- Färöer-Inseln – Premierminister Aksel V. Johannesen bekräftigte die Unterstützung des selbstverwalteten Territoriums für die Ukraine.
- Finnland – Ministerpräsident Petteri Orpo bekräftigte Finnlands starke Unterstützung für die Ukraine und erklärte: „Finnland und das finnische Volk stehen fest an der Seite der Ukraine. Wir werden unsere unerschütterliche Unterstützung fortsetzen und auf einen gerechten und dauerhaften Frieden hinarbeiten.“ Präsident Alexander Stubb äußerte sich schockiert und enttäuscht über die Ereignisse und bezeichnete sie als beispiellos in der Geschichte der internationalen Diplomatie. „Es war ein diplomatisches Versagen mit nur einem Gewinner, der nicht einmal anwesend war: Wladimir Putin“.
- Frankreich – Präsident Emmanuel Macron bezeichnete Russland als „Aggressor“ und die Ukraine als „angegriffenes Volk“ und sagte, dass Frankreich und seine Verbündeten „das Recht hatten, der Ukraine zu helfen und Russland vor drei Jahren Sanktionen zu verhängen und dies auch weiterhin zu tun“. Er verwies insbesondere auf Trumps Kommentar während des Treffens: „Wenn jemand mit dem dritten Weltkrieg spielt, dann ist sein Name Wladimir Putin.“
- Georgien – Premierminister Irakli Kobachidse sagte, die Reaktionen auf das Treffen zeigten, dass der „tiefe Staat und die globale Kriegspartei, die bis zum letzten Ukrainer kämpfen wollen, nicht so leicht aufgeben werden, Krieg zu führen“. Er äußerte die Hoffnung, dass Trump und seine „friedlichen Initiativen“ sich durchsetzen würden, denn „je früher der Krieg in der Ukraine endet, desto weniger Ukrainer werden sterben und desto schneller wird Frieden herrschen“. Er wünsche Trump „Ausdauer und Mut in diesem schwierigen Kampf“.
- Griechenland – Außenminister Giorgos Gerapetritis drückte während seines Treffens mit US-Außenminister Marco Rubio am selben Tag Europas Unterstützung für eine faire Lösung für die Ukraine aus.
- Irland – Taoiseach Micheál Martin sagte: „Wir müssen in Europa die Nerven behalten. Wir müssen die Ukraine unterstützen, mit den Vereinigten Staaten und anderen zusammenarbeiten, um der Ukraine die Sicherheit zu geben, die sie braucht.“ Simon Harris, der Vizepremier und Außenminister, twitterte: „Die Ukraine ist nicht für diesen Krieg verantwortlich, der durch die illegale Invasion Russlands ausgelöst wurde. Wir stehen an der Seite der Ukraine.“
- Island – Ministerpräsidentin Kristrún Frostadóttir und Außenministerin Þorgerður Katrín Gunnarsdóttir drückten ihre Unterstützung für die Ukraine aus.
- Italien – Ministerpräsidentin Giorgia Meloni betonte die Bedeutung der Einheit und rief zu einem Krisengipfel zwischen europäischen Ländern, den Vereinigten Staaten und der Ukraine auf. Sie betonte, dass jede Spaltung innerhalb des Westens alle schwächt und jenen zugutekommt, die den Niedergang der westlichen Zivilisation sehen wollen.
- Japan – Premierminister Shigeru Ishiba betonte, dass es bei Diplomatie nicht darum gehe, Emotionen aufeinanderprallen zu lassen, sondern um „Geduld und Mitgefühl“, damit Frieden erreicht werden könne. Er erklärte, dass Japan „alles tun werde, um eine Spaltung zwischen den Vereinigten Staaten, der Ukraine und den G7-Staaten zu verhindern“.
- Kanada – Premierminister Justin Trudeau und Außenministerin Mélanie Joly kommentierten das Treffen und unterstützten die Ukraine, ohne Trump zu kommentieren.
- Kroatien – Premierminister Andrej Plenković bekräftigte, dass sie „fest“ an ihrer Überzeugung festhalten, dass die Ukraine „einen Frieden braucht, der Souveränität, territoriale Integrität und ein sicheres Europa bedeutet“.
- Lettland – Premierministerin Evika Siliņa und Präsident Edgars Rinkēvičs drückten ihre Unterstützung für die Ukraine aus.
- Litauen – Premierminister Gintautas Paluckas und Präsident Gitanas Nausėda drückten ihre Unterstützung für die Ukraine aus.
- Luxemburg – Premierminister Luc Frieden drückte seine Unterstützung für die Ukraine aus.
- Moldau – Präsidentin Maia Sandu bekräftigte Moldaus unerschütterliche Unterstützung für die Ukraine. Sandu erklärte: „Die Wahrheit ist einfach. Russland ist in die Ukraine einmarschiert. Russland ist der Aggressor. Die Ukraine verteidigt ihre Freiheit – und unsere. Wir stehen an der Seite der Ukraine.“[46]
- Montenegro – Präsident Jakov Milatović bekräftigte Montenegros Unterstützung für „einen gerechten und dauerhaften Frieden in der Ukraine“ und dass das Land „an der Seite seines Volkes in seinem Streben nach Frieden steht.“
- Neuseeland – Premierminister Christopher Luxon sagte, sein Land bleibe „unerschütterlich in seiner Unterstützung für die Ukraine, während sie sich in einem Krieg verteidigt, den Russland begonnen hat“, und forderte Russland auf, seine Invasion zu beenden.
- Niederlande – Premierminister Dick Schoof sagte, dass das niederländische Kabinett die Ukraine bedingungslos unterstütze. Außenminister Caspar Veldkamp rief seinen ukrainischen Kollegen Andrii Sybiha an und versprach niederländische Unterstützung.[73]
- Norwegen – Premierminister Jonas Gahr Støre bezeichnete das Treffen als „ernst und entmutigend“ und sagte insbesondere, Trumps Vorwurf, Selenskyj würde „mit dem Dritten Weltkrieg spielen“, sei „zutiefst unvernünftig und eine Aussage, von der ich mich distanziere“.[46] Der Inhaber des Treibstofflieferanten Haltbakk Bunkers teilte mit, ab sofort keinen Treibstoff mehr an US-Streitkräfte in Norwegen und US-Kriegsschiffe in norwegischen Häfen zu liefern. Man habe seit der Ukraine-Invasion auch keine russischen Schiffe mehr bedient, und verfüge über einen moralischen Kompass. Man werde „nicht einen Liter“ an die US-Streitkräfte liefern, solange Trump Präsident ist. Im vorhergehenden Jahr 2024 habe man rund 3 Millionen Liter an US-Kriegsschiffe geliefert.[74]
- Polen – Premierminister Donald Tusk, der sich zuvor als Präsident des Europäischen Rates mit Trump getroffen hatte, drückte seine Unterstützung für Selenskyj und die Ukraine aus und schrieb in sozialen Medien: „Lieber @ZelenskyyUa, liebe ukrainische Freunde, Sie sind nicht allein.“ Tusk war der erste Regierungschef, der das Ereignis in den sozialen Medien kommentierte. Präsident Andrzej Duda, ein Unterstützer sowohl der Ukraine als auch Trumps, sagte, Selenskyj „sollte an diesen Tisch zurückkehren, ruhig an diesem Tisch sitzen, ruhig bleiben und eine Lösung aushandeln, die die Ukraine sicher macht“.[59]
- Portugal – Premierminister Luís Montenegro sprach seine Unterstützung für die Ukraine aus. In einer an Selenskyj gerichteten Botschaft erklärte Montenegro: „Die Ukraine kann immer auf Portugal zählen.“[75]
- Rumänien – Der kommissarische Präsident Ilie Bolojan betonte die Bedeutung der Ukraine für die europäische Sicherheit und schrieb: „Die Sicherheit der Ukraine ist entscheidend für die Sicherheit Europas. Wir müssen alle zusammenstehen, um für unsere Werte, Freiheit und Frieden zu kämpfen.“
- Russland – Der Kreml hielt sich mit einer Reaktion zurück, aber die Propagandisten profilierten sich mit Beschimpfungen Europas und Selenskyjs[76] als undankbarem Schwein (Dmitri Medwedew)[64] oder Dreckskerl (Maria Sacharowa).[52] Die staatlichen Medien zeigten sich schockiert über den „Zusammenbruch der Diplomatie“ und drückten ihre Unterstützung für Trumps Verhalten aus.
- Schweden – Das Büro von Premierminister Ulf Kristersson betonte die Unterstützung Schwedens für die Ukraine und schrieb: „Sie kämpfen nicht nur für Ihre Freiheit, sondern auch für die Freiheit ganz Europas.“[49]
- Slowakei – Premierminister Robert Fico schrieb, dass die Slowakei sich weigern werde, der Ukraine finanzielle und militärische Unterstützung zu gewähren. Er rief zu einem Waffenstillstand auf. Er forderte auch die Wiederherstellung des russischen Gastransits in die Slowakei und nach Westeuropa.[77] Präsident Peter Pellegrini forderte die Europäische Union auf, sich „in dieser angespannten Situation verantwortungsbewusst und vor allem aktiv zu verhalten“. Er fügte hinzu, „dass die derzeitige Führung der Ukraine einen konstruktiven Ansatz für die Lösung verfolgen wird, die aus gemeinsamen Gesprächen der transatlantischen Gemeinschaft hervorgehen wird, und konstruktive Verhandlungen über die Herstellung des Friedens zwischen den beiden Feinden aufnehmen wird“.ko: President: EU Must Behave Responsibly and Actively in This Tense Situation. In: tasr.sk. 1. März 2025, abgerufen am 7. März 2025 (slowakisch).
- Slowenien – Ministerpräsident Robert Golob bekräftigte Sloweniens starke Unterstützung für die Ukraine und erklärte: „Russland ist ein Aggressor und die Ukraine wird angegriffen. Die Ukraine kämpft nicht nur für sich selbst, sondern für die Sicherheit ganz Europas. Wir werden die Ukraine weiterhin unterstützen und ihr beistehen, bis ein gerechter und dauerhafter Frieden erreicht ist.“ Präsidentin Nataša Pirc Musar verurteilte die Ereignisse und erklärte: „Wir stehen fest hinter der Souveränität der Ukraine. Wir wiederholen, Russland ist der Aggressor. Es ist Zeit, dass Europa auf dem Weg zum Frieden in der Ukraine die Führung übernimmt.“
- Spanien – Ministerpräsident Pedro Sánchez äußerte seine Unterstützung für die Ukraine, forderte einen „gerechten und dauerhaften Frieden“ und kritisierte Trumps Verhalten.[78]
- Tschechische Republik – Premierminister Petr Fiala sagte, dass Europa vor einer „historischen Prüfung“ stehe und sich vor ausländischen Bedrohungen schützen müsse, und forderte erhöhte Militärausgaben der europäischen Länder. Er fügte hinzu: „Wenn wir unsere Anstrengungen nicht schnell genug verstärken und den Aggressor [Russland] seine Bedingungen diktieren lassen, wird es nicht gut ausgehen.“ Präsident Petr Pavel brachte die Unterstützung seines Landes für die Ukraine zum Ausdruck und forderte Europa auf, „seine Bemühungen zu verstärken“.[46]
- Ungarn – Ministerpräsident Viktor Orbán stellte sich auf die Seite Trumps und lobte dessen Haltung zum Frieden.
- Vereinigtes Königreich – Premierminister Keir Starmer bekräftigte die „unerschütterliche Unterstützung“ seines Landes für die Ukraine.[79]
- Zypern – Das Außenministerium veröffentlichte eine Erklärung, in der es hieß, dass Zypern weiterhin der Unterstützung der Ukraine verpflichtet und ein fortlaufender Dialog unerlässlich sei.

### Medien
Medien hoben hervor, es sei das erste Mal in der Geschichte gewesen, dass ein amtierender US-Präsident ein zu Besuch weilendes Staatsoberhaupt vor laufenden Kameras auf diese Weise verbal angriff. Laut Timothy Snyder hätten Trump und Vance so getan, „als ob das Problem darin bestünde, dass die Ukraine einer anhaltenden russischen Invasion Widerstand leistet“. Das Problem sei aber „die anhaltende russische Invasion“.
CNN schrieb, dass „noch nie zuvor ein amerikanischer Präsident seinen Besucher verbal angegriffen hat, wie Trump es bei Selenskyj tat“. Mehrere Kolumnisten schrieben, dass Trumps Handlungen als Ausrichtung auf russische Interessen und als Zeichen einer anhaltenden Abkehr der US-Außenpolitik vom Atlantizismus angesehen werden könnten.
Der CNN-Journalist Frederik Pleitgen kommentierte: „Es ist bekannt, dass […] Selenskyj sich alle Mühe gibt, Englisch zu sprechen […], aber wenn zwei solche Monsterpersönlichkeiten so mit einem reden, kann das nur schiefgehen.“ Die New York Times hob hervor, dass Trumps aggressives Verhalten und seine harten Worte gegenüber Selenskyj die dreijährige Kriegspartnerschaft zwischen den Vereinigten Staaten und der Ukraine zerstört hätten. Das Treffen (ein „Schreiwettkampf“, der in die ganze Welt übertragen wurde) unterstreiche Trumps zunehmende Bereitschaft, die Ukraine für seine umfassendere Vision zu opfern, die Beziehungen zu Russland wieder aufzubauen und traditionelle Allianzen aufzugeben. Ein Kommentator der Washington Post schrieb, Trump habe während des Treffens „eher wie Don Corleone als wie ein US-Präsident“ geklungen. Eine Analyse von NBC News deutete an, dass der Streit „Trumps tiefe Ungeduld mit der Ukraine und ihrem demokratisch gewählten Präsidenten sowie seine beharrliche Verteidigung des autokratischen Herrschers Russlands“ (Putin) widerspiegele. Ravi Agrawal, Chefredakteur von Foreign Policy, kommentierte, Trump habe „die Grenzen der Presseaufmerksamkeit überschritten“ und dafür gesorgt, dass bei dem Treffen im Weißen Haus „eine freizügige Diskussion vor den Kameras der Welt ausgestrahlt wurde“. Die Konfrontation wurde weithin als bedeutender neuer Tiefpunkt in den Beziehungen zwischen Europa und den Vereinigten Staaten bezeichnet. Das Wall Street Journal nannte das Treffen „implodierend“ und betonte, dass es das Potenzial habe, Hoffnungen auf Frieden zu untergraben und Zweifel an der zukünftigen US-Unterstützung für die Ukraine aufkommen zu lassen.
NPR kommentierte, dass die US-Außenpolitik unter Trump nun „Allianzen herunterspielt und für Geschäfte mit jedem Land offen ist – je nachdem, was die Vereinigten Staaten kurzfristig davon haben“.
Die Kyiv Post schrieb, ein „Wendepunkt“ während des Treffens sei gewesen, als Trump die Ukraine als „zerstört“ bezeichnete, was „den ukrainischen Präsidenten über seine Grenzen zu treiben schien“.
Die FAZ schrieb, dass simultan mit dieser Revolution der internationalen Beziehungen die neue Washingtoner Machtelite die autoritäre Transformation der USA vorantreibe. In einem Gastbeitrag des Historikers Heinrich August Winkler zur Lage des Westens schreibt dieser, dass das Jahr 2025 zur tiefsten Zäsur der Weltgeschichte seit dem Untergang des Sowjetimperiums (1989 bis 1991), vermutlich sogar seit dem Ende des Zweiten Weltkriegs 1945 werden dürfte. Unter der Präsidentschaft von Franklin D. Roosevelt seit März 1933 hatten die USA weltpolitische Verantwortung als Führungsmacht des transatlantischen Westens übernommen.
Unter Trump schicken sie sich nun an, sich nicht nur dieser Verantwortung, sondern gleichzeitig damit auch ihrer Bindung an das normative Erbe der eigenen Gründerväter zu entledigen.
Die immaterielle Verpflichtung gegenüber den Ideen der unveräußerlichen Menschenrechte, der „rule of law“, der „checks and balances“ und der Gewaltenteilung, hat für Trump und sein engstes Umfeld keine handlungsleitende Kraft mehr.
Trump und seine Mitstreiter teilen die Welt in imperialistischer Manier in Einflusssphären auf und erkennen als gleichrangig nur noch das China Xi Jinpings und das Russland Wladimir Putins an.
Dabei spielt offenkundig das Kalkül eine Rolle, Russland im Falle eines militärischen Konflikts zwischen den USA und der VR China wenn nicht auf ein Bündnis, so doch zumindest auf eine neutrale Haltung festlegen zu können.
Das käme einem „renversement des alliances“ – einer Umkehrung der Allianzen auf Kosten Europas – gleich.
Der Politikwissenschaftler Joachim Krause sagte der Nachrichtenagentur dpa, die „westliche Führungsmacht USA“ sei „von der Fahne gegangen“. Sie sei „nicht mehr Teil der westlichen Gemeinschaft, der westlichen Demokratien“. Es mache auch nicht mehr viel Sinn, „noch groß in Washington zu betteln“. Trump und Vance hätten völlig andere Vorstellungen davon, was eine Demokratie sei. Man müsse jetzt versuchen, „die Amerikaner zu ersetzen“. Laut dem Politikwissenschaftler Thomas Jäger war der Eklat auch dadurch, dass die Medien ungewöhnlich lange bei dem Treffen präsent sein durften, ein „Akt öffentlicher Diplomatie“. Von Anfang an sollte das Gespräch im Streit enden und Voraussetzung dafür sei gewesen, dass „es nicht sofort im Streit beginnt“. Man habe von US-Seite „gutes Einvernehmen“ demonstriert, bis JD Vance den „Trigger gezogen“ habe. Am Ende wollte man laut Jäger zeigen können: „Wir haben uns bemüht, ihr habt es alle gesehen. Aber Selenskyj ist undankbar.“ Allen sollte vorgeführt werden, dass Selenskyj der Hauptverantwortliche sei, der keinen Frieden wolle. Es sei, so Jäger, um die Kapitulation der Ukraine gegangen, die alle russischen Bedingungen hätte erfüllen sollen.
Das kanadische CBC News verglich den Eklat mit der Küchendebatte vom 24. Juli 1959 zwischen dem damaligen US-Vizepräsidenten Richard Nixon und dem sowjetischen Staatschef Nikita Chruschtschow. Die spanische Zeitung El País betonte, dass die Konfrontation „umso überraschender“ sei, nachdem Trump in den Tagen vor dem Treffen „seine Haltung“ gegenüber Selenskyj „aufgeweicht“ habe.
ABC News (Australien) schrieb, dies könnte die Beziehungen zwischen China und Russland beeinträchtigen und als „Weckruf“ für Taiwan dienen.
Viele Zeitungen im Vereinigten Königreich berichteten über das Treffen. Darunter stellte The Guardian insbesondere die Rolle von Vance beim Auslösen der Konfrontation heraus. Der Eklat sei „eine der größten diplomatischen Katastrophen der modernen Geschichte“. Janet Daley, Autorin für den Daily Telegraph, beschrieb Amerika unter Trump angesichts des Treffens als „imperiale Plutokratie“.

## Chronologie von Ereignissen nach dem Treffen
Die US-Regierung kündigte am 3. März 2025 an, die US-Militärhilfe für die Ukraine vorerst einzustellen. Trump habe klargemacht, dass sein Fokus auf Frieden liege, hieß es aus dem Weißen Haus. Die Hilfe werde bis auf Weiteres ausgesetzt und überprüft. Ein Regierungsbeamter sagte, die Unterstützung solle erst wieder aufgenommen werden, wenn Trump sehe, dass die Ukraine sich zu Friedensverhandlungen mit Russland verpflichte.
Russland versucht seit dem Amtsantritt der Regierung Trump am 20. Januar 2025 weiterhin, in US-Computer-Netzwerke einzudringen. Trotzdem wies US-Verteidigungsminister Pete Hegseth laut Medienberichten vom 3. März 2025 den Kommandeur des U.S. Cyber Command an, sämtliche Planungen für offensive Cyberoperationen gegen Russland einzustellen. Die Anweisung sei Teil eines umfassenderen Versuchs, Putin zu Verhandlungen über den Ukraine-Krieg und ein neues Verhältnis zu den USA zu bewegen. Sie gelte für die „absehbare Zukunft“ und betreffe nicht die National Security Agency (NSA). Angeblich hatte Hegseth dies schon vor dem Eklat vom 28. Februar 2025 angewiesen.
Am 2. März 2025 trafen sich die europäischen Verbündeten der Ukraine zu einem Gipfeltreffen in London. Der britische Premierminister Keir Starmer begrüßte 15 Staats- und Regierungschefs (unter ihnen auch Bundeskanzler Olaf Scholz). Auch EU-Kommissionschefin Ursula von der Leyen und NATO-Generalsekretär Mark Rutte sowie Selenskyj nahmen an dem Treffen teil.
Die EU hatte für den 6. März 2025 einen Krisengipfel angesetzt. EU-Kommissionspräsidentin Ursula von der Leyen hat einen Plan zur Wiederaufrüstung Europas vorgeschlagen. Der Fünf-Punkte-Plan umfasst eine Lockerung der Schuldenregeln und Anreize zur Steigerung der Verteidigungsausgaben. Europa könne so „nahezu 800 Milliarden Euro“ mobilisieren. Damit könne die EU sofort ihre Militärhilfe für die Ukraine steigern. Ein neues EU-Finanzinstrument soll Darlehen in Höhe von 150 Milliarden Euro umfassen, die durch den EU-Haushalt abgesichert sind. Damit sollen die EU-Mitgliedsländer bei der Aufrüstung unterstützt werden. Sie schlug am 4. März 2025 vor, die EU-Schuldenregeln mittels einer nationalen Ausnahmeklausel zu lockern. Dies könne „fiskalischen Spielraum von nahezu 650 Milliarden Euro über einen Zeitraum von vier Jahren schaffen“. Dies gelte, wenn EU-Mitgliedsländer ihre Verteidigungsausgaben im Schnitt um 1,5 Prozent des Bruttoinlandsproduktes (BIP) steigerten. Die EU könne Mitgliedsländern erlauben, den sogenannten Kohäsionsfonds für Regionalförderung für Verteidigungsausgaben zu nutzen.
In Deutschland, wo am 23. Februar eine vorgezogene Bundestagswahl stattgefunden hatte, gaben CDU/CSU und SPD am 4. März 2025 bekannt, dass sie sich auf ein milliardenschweres Finanzierungspaket für Verteidigung und Infrastruktur verständigt haben. Alle Verteidigungsausgaben oberhalb von einem Prozent des Bruttoinlandsprodukts sollen von den Beschränkungen der Schuldenbremse ausgenommen werden. Es soll ein neues Sondervermögen von 500 Milliarden Euro für Infrastrukturausgaben für die Dauer von zehn Jahren geschaffen werden. 100 Milliarden davon sollen für die Bundesländer bereitgestellt werden.
Am Nachmittag des 5. März 2025 stoppte die Trump-Regierung die Weiterleitung von Informationen aus ihrer Satellitenüberwachung an die Ukraine. Dies sagte der französische Verteidigungsminister Sébastien Lecornu. Frankreichs Nachrichtendienste würden ihre Aufklärungsergebnisse mit der Ukraine teilen. Ex-CIA-Direktor John O. Brennan kritisierte den Stopp als Erpressung und warnte, Europa könne den Verlust der bislang geteilten US-Informationen nicht kompensieren. Am 7. März 2025 teilte der US-Technologiekonzern Maxar der Deutschen Presse-Agentur mit, dass er der Ukraine den Zugriff zu dem Satellitenbildservice Global Enhanced Geoint Delivery gesperrt habe. Die US-Regierung habe dies beschlossen. Am 11. März gaben die USA wieder die Militärhilfe für die Ukraine frei und kündigten an, auch die Geheimdienstinformationen wieder an Kiew weiterzugeben.
Ab dem 27. März 2025 wurden über westliche Medien Einzelheiten des durch die US-Regierung formulierten bilateralen Rohstoffabkommens bekannt. Medien zufolge betrifft der Text sämtliche derzeitigen und künftigen ukrainische Projekte zur Förderung von Gas, Öl und anderen wichtigen Rohstoffen, ebenso wie Investitionen in Straßen, Häfen und Gruben. Sicherheitsgarantien durch die USA seien nicht vorgesehen. Unter anderem enthalte der Entwurf eine Verpflichtung der Ukraine, den Gegenwert der ab 2022 erhaltenen US-Kriegshilfen zuzüglich vier Prozent Jahreszins an die USA zu zahlen. Selenskyj bestätigte den Empfang des Vertragsentwurfs und erklärte, dieser sei „völlig anders“ als der frühere Entwurf.
Am 14. April 2025 beschuldigte Trump auf seiner Plattform Truth Social Selenskyj erneut, den Krieg nicht verhindert zu haben. „Präsident Selenskyj und der korrupte Joe Biden“ hätten „einen absolut schrecklichen Job gemacht, als sie zuließen, dass diese Farce begann“.
Mitte April 2025 wurde bekannt, dass die USA einem Bericht der Nachrichtenagentur Bloomberg zufolge in den Verhandlungen mit der Ukraine über ein Mineralien-Abkommen ihre Kostenschätzung für geleistete Militärhilfe gesenkt haben. Demnach wurde die Kalkulation für die US-Hilfen an die Ukraine seit Beginn des russischen Angriffskriegs im Februar 2022 von etwa 300 Milliarden auf rund 100 Milliarden Dollar reduziert.
Am 1. Mai unterzeichneten US-Finanzminister Scott Bessent und die ukrainische Vizeregierungschefin Julija Swyrydenko in Washington ein Wirtschaftsabkommen. Der Wiederaufbaufonds soll den Vereinigten Staaten auch Zugang zu ukrainischen Bodenschätzen ermöglichen und Mittel zum Wiederaufbau des Landes erwirtschaften. Laut Swyrydenko soll der Fonds gleichberechtigt mit den USA betrieben werden. Die Ukraine müsse dabei auch keine Schulden wegen bisheriger Militär- oder Finanzhilfen aus den USA tragen oder diese mit Hilfe der Rohstoffausbeutung zurückzahlen.